# Боїнг-747 до польоту готовий

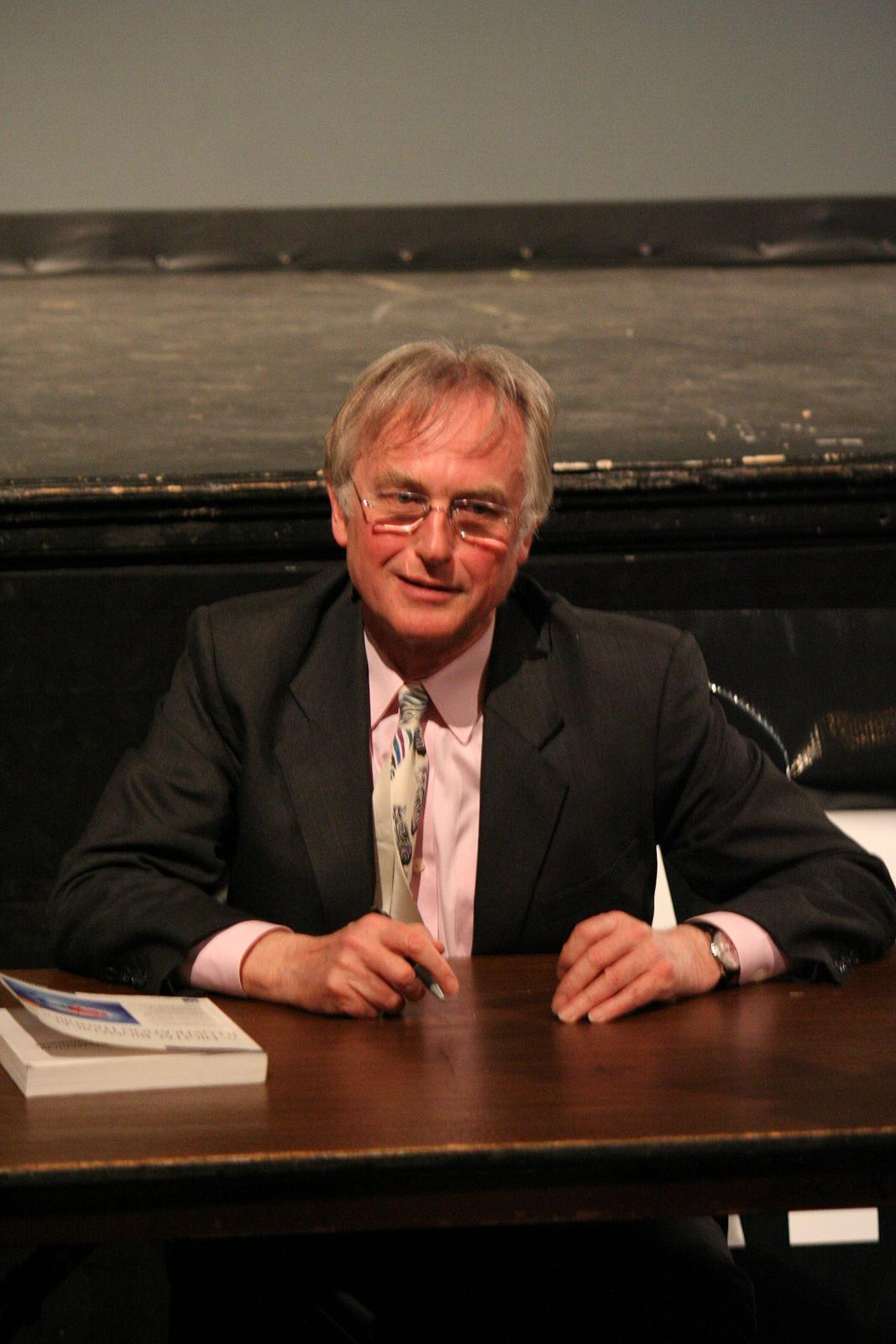
Річард Докінз вперше запропонував аргумент «„Боїнг-747“ до польоту готовий» у своїй книзі «Ілюзія Бога»

«Боїнг-747» до польоту готовий — підзаголовок глави 4 («Чому бога майже напевно немає») книги англійського біолога, еволюціоніста Річарда Докінза «Ілюзія Бога». У цьому місці Докінз показує, чому, на його думку, дарвінівський природний добір є єдиним логічно задовільним рішенням проблеми виникнення складного з простого.

## Вступ
Назва «Боїнг-747 до польоту готовий» є протиставленням до думки Фреда Гойла про звалище і «Боїнг-747». На думку Гойла, ймовірність мимовільного зародження життя на Землі не перевищує ймовірності того, що, пролетівши над звалищем, торнадо випадково складе з розкиданих безладно деталей готовий до польоту «Боїнг-747».
Річард Докінз називає ідею Фреда Хойла «дотепною вигадкою», яка виникла через нерозуміння процесу еволюції і механізму природного добору, в якому немає жодної випадковості:
Ймовірність виникнення внаслідок випадкового групування окремих частин життєздатних коня, жука чи страуса цілком порівнянна зі ймовірністю появи «Боїнга». У цьому, коротко, і полягає улюблений аргумент креаціоністів — але вигадати його могли тільки люди, які абсолютно не розбираються в механізмі природного добору; люди, які вважають, що природний добір — це свого роду рулетка, тоді як насправді це — за правильного розуміння терміна «випадковість» — щось зовсім протилежне. 

## Формулювання Докінза
Річард Докінз наводить підсумки своїх роздумів. Фрази «кран» і «небесний гак» — це поняття з книги Деніела Деннета «Небезпечні ідеї Дарвіна».
1. Однією з найскладніших задач для людського розуму протягом багатьох століть було пояснення складного і неймовірного виникнення розумного начала у всесвіті.
2. Природно, виникає спокуса приписати появу розуму самому розуму. Наприклад, такий предмет, як годинник, створений людськими руками, винайшов розумний інженер. Хочеться застосувати таку ж логіку і до ока або крила, павука або людини.
3. Але ця спокуса є помилковою, оскільки автор гіпотези негайно піднімає ще гостріше питання — хто створив самого автора? Основна проблема, про яку ми починаємо говорити, це проблема пояснення статистично неймовірної події. Очевидно, не існує розв'язку для того, щоб теоретично допустити щось ще неймовірніше. Нам потрібен «кран», а не «небесний гак», оскільки тільки кран може працювати, поступово і очевидно переходячи від простого до неймовірно складного.
4. Найбільш винахідливий і потужний «кран» можна відшукати в теорії еволюції Дарвіна, і називається він природний добір. Дарвін і його послідовники показали, як живі створіння зі разючою статистичною неймовірністю і виникненням розуму розвинулися з нижчої сходинки. Ми можемо з упевненістю сказати, що ілюзія наявності розумного задуму живих створінь — так і залишається ілюзією.
5. Подібного «крана» для фізики у нас поки немає. У деякому роді теорія мультивсесвіту може стати таким поясненням для фізики, яке дав дарвінізм для біології. Але цей вид пояснення значно менш задовільний, ніж біологічна версія дарвінізму, оскільки переважно покладається на удачу. Але антропний принцип дає нам право теоретично допустити значно вдаліший збіг обставин, ніж той, який припускають інтуїтивні людські уявлення.
6. Не слід залишати надію на кращий «кран» у фізиці, який буде так само потужним, як і дарвінізм в біології. Але навіть за відсутності задовільного «крана», рівносильного біологічному, відносно слабкі «крани», які є у нас в розпорядженні зараз, помітно кращі, ніж приречена на провал гіпотеза про розумного творця.

Основна теза дискусії полягає в тому, що еволюція шляхом природного добору є простішим поясненням і, відповідно до бритви Оккама, більш придатним поясненням, ніж гіпотеза про Бога. Він цитує пункт, у якому Річард Свінберн погоджується з тим, що кращим є простіше пояснення, але робить висновок, що теїзм простіший, оскільки має справу з одним-єдиним Богом, як причиною і підтримувальною силою будь-якого об'єкта. Ця сутність всемогутня, всемудра і абсолютно вільна. Докінз заперечує, що бог, який спостерігає та керує кожною часточкою Всесвіту і прислухається до всіх наших думок і благань, не може бути простим. Його існування вимагало б ще складнішого і грандіознішого пояснення. Теорія природного добору значно простіша від теорії про існування такої складної істоти і, таким чином, є кращою.

Потім Докінз звертається до обговорення поглядів Кейт Вард про божественну простоту, щоб показати всі труднощі, «які несе в собі теологічна точка зору на складність походження життя». Докінз пише, що Вард скептично ставиться до ідей Артура Пікока про те, що еволюцією керують і інші вищі сили, крім природного добору, і ці процеси мають тенденцію до зростання складності. Докінз каже, що таке скептичне ставлення цілком виправдане, оскільки складність не обумовлена мутаціями. Він пише:
Природний добір, наскільки нам відомо, це єдиний процес, здатний врешті-решт створити складне з простого. Теорія природного добору дійсно проста. Це є основа, з якої все починається. З іншого боку, те, що вона пояснює, складне навіть після пояснення: ще складніше, ніж ми можемо собі уявити — звільнення Бога від функції Творця.

### Відповідь Докінза на критику
Докінз пише про свою участь у конференції в Кембриджі, профінансованій компанією Templeton Foundation, на якій він висунув перед присутніми богословами аргумент про те, що творцем настільки складного всесвіту має бути істота складна і неймовірна. За Докінзом, найсильнішим контраргументом стало засудження його за те, що він намагається поширити наукову епістемологію на питання, що перебуває за межами наукових досліджень. Якщо вже богослови вважають Бога простим, як сміє вчений на зразок Докінза братися за те, «щоб диктувати богословам, що їхній Бог має бути складною істотою?». Докінз пише, що ті, хто прикривається цією ухильною фразою, не вдавалися «до навмисної неправди», вони лише «розташувалися в певній Зоні Епістемологічної Безпеки, куди не сміють прорватися здорові аргументи — лише тому, що вони самі так вирішили».
Богослови, пише Докінз, наполягають на необхідній наявності якоїсь першопричини, якій і можна надати ім'я «Бог». Така причина повинна була бути простою, відповідає Докінз, а отже, «Бог» — невідповідне ім'я для неї, якщо тільки не відмовитися від звичних асоціацій, що виникають під час використання терміна «Бог». Докінзу хотілося б бачити в ролі цієї причини «самопідіймальний кран», що повільно піднімає світ до нинішнього рівня складності. На думку Докінза, постулат про наявність першорушія, здатного до розумного задуму, є «повною відмовою від спроби пошуку пояснення». Докінз, за його словами, не вимагає вузьконаукового пояснення та задовольниться будь-якою чесною теорією, що пояснює складні явища природи за допомогою крана, але не «гака з неба».

## Оцінка і критика
Автори-теїсти, такі як богослов Алістер Макграт у книзі «Ілюзія Докінза» (англ. The Dawkins Delusion?) і філософи Елвін Плантіга і Річард Свінберн, виступили з жорсткою критикою книги. Інший критичний відгук, написаний біологом Г. Алленом Орром, викликав гарячу дискусію. Норманн Левіт не згоден з Орром: він задається питанням, чому богослови вважають, що мають виключне право писати про те, хто керує Всесвітом. Деніел Деннетт також виступив проти огляду Орра, слідом за чим між ними зав'язалася публічна дискусія у вигляді відкритих листів один одному. Філософ сер Ентоні Кенні також вважає цей аргумент помилковим.

### Простота Бога і матеріалістичні допущення
Елвін Плантінга і Річард Свінберн вважають, що Бог простий. Свінберн наводить два аргументи, що пояснюють, чому Бог, який керує кожною частинкою, може бути простим. По-перше, посилаючись на феномен розщепленого мозку, Свінберн стверджує, що людина — це не те саме, що її складний мозок, але щось простіше, яке може цей мозок контролювати. По-друге, простота — це якість, притаманна гіпотезі і вона не стосується її спостережуваних наслідків.
Плантінга стверджує, що Докінз припускається логічної помилки, використовуючи матеріалізм як неявну передумову: навіть якщо припустити складність розумного агента, про яку каже Докінз, його неймовірність при цьому слідує тільки з матеріалізму, який передбачає, що первинними об'єктами нашого Всесвіту були елементарні фізичні частинки, тому що в цьому випадку потрібно пояснити, як ці частинки зібралися в складну сутність. Якщо ж складна сутність є нематеріальною, то, на думку Плантінги, її існування можна постулювати без будь-якого пояснення.
У широкому аналізі, опублікованому в «Christian Science and Belief», Патрік Річмонд передбачає, що «Докінз правий, коли він заперечує проти незрозумілої організованої складності Бога», але Бог, за Річмондом, не має внутрішнього складу та обмежень, спостережуваних у фізичних істот; отже, теїст може пояснити, чому природа існує, не вдаючись до незрозумілої організованої складності або крайньої неймовірності Бога.

### Необхідність зовнішніх пояснень
Вільям Ф. Валічелла дотримується думки, що складність як така не потребує пояснення, оскільки в пошуку остаточного пояснення врешті решт необхідно прийняти щось, складність чого не має зовнішнього пояснення.
Плантінга пише, що якщо відсторонитися від пошуку остаточного пояснення складності, складність земного життя чудово пояснюється наявністю іншої складності, а саме діями Бога. Плантінга стверджує, що оскільки відповідно до класичного теїзму Бог — це необхідна суще, він, за визначенням, є максимально ймовірним, і, таким чином, щоб довести нереальність Бога, потрібно надати аргумент, який показує, що немає необхідності володіти якостями, притаманними Богу.
Алістер Макграт вважає, що перехід від усвідомлення складності до твердження про нереальність проблематичний, оскільки теорія всього буде складнішою, ніж теорії, які вона замінить, але не можна говорити, що вона менш імовірна. Потім він пише, що імовірність ніяк не стосується питання про існування: життя на Землі надзвичайно неймовірне, хоча ми й існуємо. Важливе питання з його точки зору полягає не в тому, чи ймовірне існування Бога, а чи він реально існує.